# Mondo (Cesare Cremonini)
Mondo è un singolo di Cesare Cremonini, pubblicato il 23 aprile 2010 come primo estratto dalla prima raccolta di successi 1999-2010 The Greatest Hits.
Il singolo, in rotazione in tutte le radio dal 23 aprile 2010, ha riscosso subito un grande successo raggiungendo nella terza settimana la sesta posizione della classifica dei singoli più venduti in Italia. Il brano è risultato il 15° più venduto in Italia nel 2010. 
È stato frequentemente trasmesso in radio, raggiungendo la posizione numero 1 dell'airplay.

## Descrizione
Il brano è stato registrato presso gli AIR Studios di Londra e i Mille Galassie Studios di Bologna da Steve Orchard. Gli arrangiamenti orchestrali sono della London Session Orchestra, diretta da Nick Ingman. Mondo vede la collaborazione di Jovanotti; i due si conoscono, artisticamente parlando, in occasione della registrazione di Domani 21/04.2009.

In un'intervista durante la quale gli è stato chiesto come gli fosse venuto in mente il testo di Mondo, Cesare Cremonini ha dichiarato: 
Il brano, scritto originariamente per Gianni Morandi che aveva chiesto a Cremonini una canzone, è stato poi tenuto dal cantautore emiliano su suggerimento di Nicola "Ballo" Balestri.
Ha inoltre vinto il premio della critica MTV The Summer Song 2010 ed è stato il brano più trasmesso dalle radio italiane nel 2010.
Nel 2020 partecipa al concorso radiofonico I Love My Radio, a cui hanno preso parte in totale 45 canzoni.

## Video musicale
Il videoclip è stato diretto da Luca Mariani in una location a Bologna e una a Milano. Nel video diverse persone, tra cui il bassista Ballo, mantengono un piccolo schermo nel quale viene mostrato Cremonini che canta il brano. Verso gli ultimi minuti del video si può notare la comparsa di Dj Ralf, che si alterna al cantante nel mantenere il piccolo quadro, contenente Jovanotti mentre conclude il suo rap.

## Formazione
- Cesare Cremonini – voce, pianoforte
- Jovanotti – voce
- Nicola 'Ballo' Balestri – basso
- Elio Rivagli – batteria
- Andrea Morelli – chitarra
- Alessandro Magnanini – chitarra
- Marco Brioschi – tromba

## Classifiche
| Classifica (2010) | Posizione massima |
| ----------------- | ----------------- |
| Italia            | 4                 |

### Classifiche di fine anno
| Classifica (2010) | Posizione |
| ----------------- | --------- |
| Italia            | 15        |